# Eskil de Lund
Eskil ou Ésquilo (Eskil Christiernsøn; 1100 - 1182) foi um clérigo dinamarquês do século XII, bispo de Roskilde em 1134-1137 e arcebispo de Lund, então uma cidade da Dinamarca, em 1137-1177.

Ainda criança, foi enviado pelos pais para ser educado na escola-catedral de Hildesheim, na Saxónia. Após a sua resignação em 1177, acabou os seus dias como monge na 
abadia cisterciense de Claravall, em França.

A biografia de Eskil de Lund está condicionada pelas duas versões - nem sempre idênticas - do historiador dinamarquês medieval Saxo Gramático e dos historiadores suecos modernos Lauritz Webull e Curt Weibull.